# Aburina morosa
Aburina morosa is een vlinder van de familie van de spinneruilen (Erebidae), van de onderfamilie van de Pangraptinae. De wetenschappelijke naam van deze soort is voor het eerst voorgesteld als Deinypena morosa door William Jacob Holland in een publicatie uit 1920.
De soort komt voor in Congo-Kinshasa.